# آلان فوكس
آلان فوكس (بالفرنسية: Alain Fuchs)‏ هو أستاذ جامعة ‏ وكيميائي فرنسي وسويسري، ولد في 10 أبريل 1953 في لوزان في سويسرا.